# 住吉道路
住吉道路（すみよしどうろ）は、宮崎環状道路（地域高規格道路）の延伸部であり、宮崎県宮崎市佐土原町大字下那珂から同市大字新名爪に至る国道10号のバイパスである。延長約5.5 km。構造等は未定。

## 概要
住吉道路は国道10号の「慢性的な渋滞」の解消、緩和や混雑による事故の防止を目的として計画され、計画に関しては住民参画 (PI) 手法が取り入れられており、これまでに3回の住民説明会が行われた。第2回説明会で拡幅・バイパス・何もしないの3つの案でアンケートを行った結果、バイパス案が7割以上を占め、2020年 (令和2年) に国土交通省が承認し、2021年 (令和3年) に宮崎県が都市計画道路「住吉通線」(仮) として計画原案を公表した。同年、環境アセスメントの結果が住民に向けて公表され、想定される自動車などの騒音に配慮して、道路に沿って遮音壁を設置するなどして対策を講じる必要があることが示されている。